# نامه زنجیره‌ای

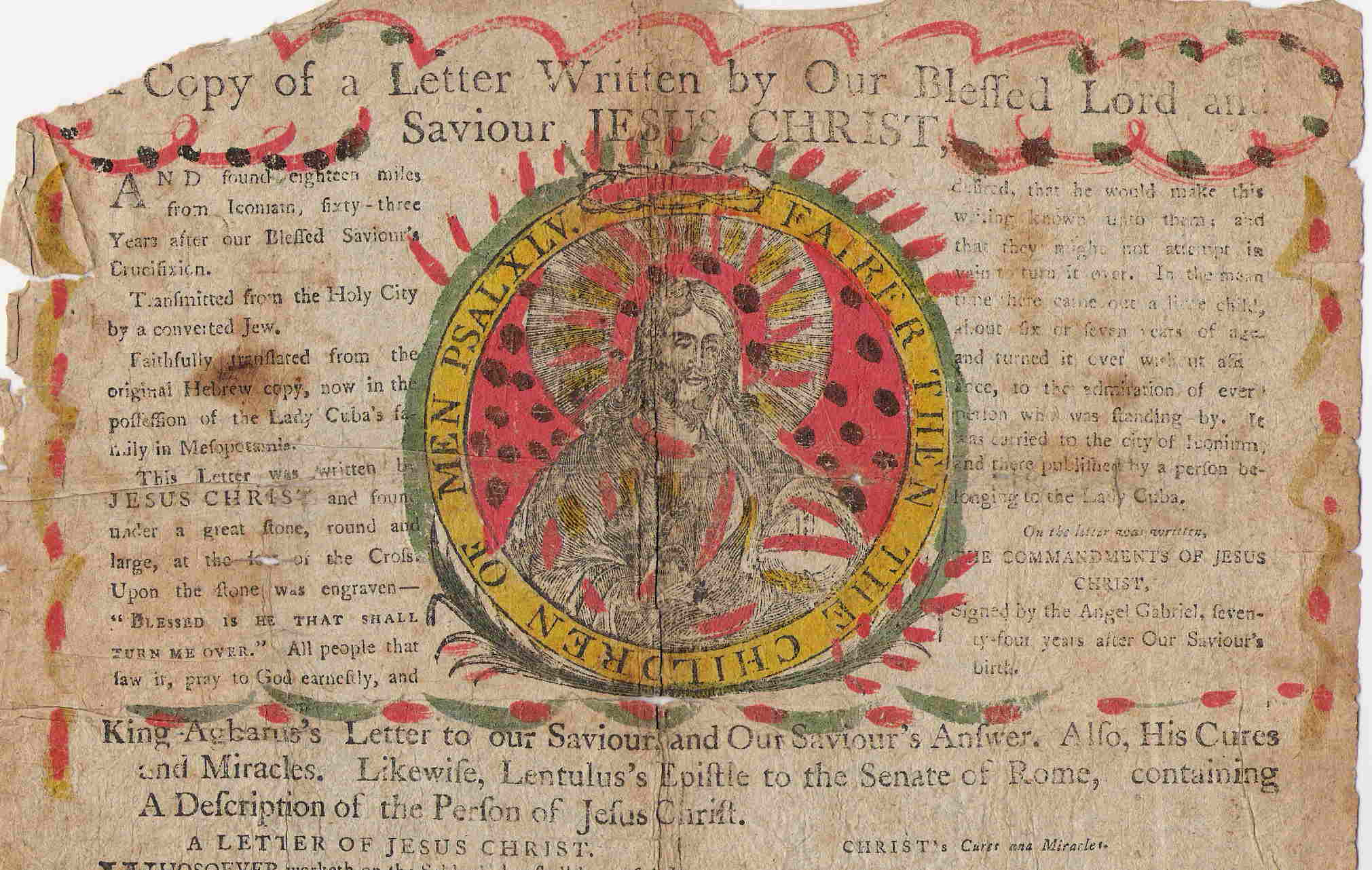
نامه زنجیره‌ای در قرن هجدهم میلادی

نامه زنجیره‌ای (به انگلیسی: Chain Letter)، نامه‌ای است که با روش‌های سنتی (روی کاغذ) یا الکترونیکی (با استفاده از ای میل  یا از طریق نرم‌افزار‌های پیام‌رسان آنی‌ مثل تلگرام) ارسال می‌شود، با این هدف که دریافت‌کننده آن را پس از دریافت، به هر طریقی تکثیر کرده و برای چند نفر دیگر بفرستد. فرستنده، پیوسته و علناً از دریافت‌کننده نامه می‌خواهد که این نامه را تکثیر کند و برای تعداد زیادی از دوستان و آشنایان خود بفرستد (تکثیر هرمی). موضوع اینگونه نامه‌ها هدف‌های مختلف دارند، از جمله آن‌ها می‌توان مورد زیر را برشمرد:
- تبلیغ یا ترویج در امور بازرگانی، اجتماعی، دانایی
- کلاه برداری
- قرار گذاشتن با افراد
- لانسه (نشت عمدی خبر) کردن اخبار دروغین (اسپین دکترها)
- توزیع پیام یا اخبار شوخی وار
- انتشار حکایت‌های مذهبی‌ یا شبه‌ مذهبی‌ برای تبلیغ یا ضد تبلیغ.

در سالهای اخیر ای میل‌ها و پیام‌های اینترنتی فراوانی راه اندازی می‌شوند که خبر از یک ویروس رایانه‌ای خطرناک می‌دهند و این در خیلی موارد شوخی یا مزاحمتی بیش نیست. این گونه پیام‌ها در اکثر زبان‌های دنیا Hoax نامیده می‌شوند.
درصد چشمگیری از اینگونه نامه‌های زنجیره‌ای (بخصوص در موارد خرافاتی یا ایجاد ترس یا مزاحمت) حاوی این تذکر هستند که اگر شمای دریافت‌کننده، نامه را تکثیر کنید خوشبخت خواهید شد و در غیر اینصورت فلاکت و بدبختی بزرگی در انتظار شماست.